# Galba
Servius Sulpicius Galba (tiếng Latinh: Servius Sulpicius Galba Augustus; 24 tháng 12, năm 3 TCN - 15 tháng 1, năm 69) cũng gọi là Servius Sulpicius Galba Caesar Augustus là Hoàng đế La Mã từ năm 68 đến năm 69. Galba là vị Hoàng đế đầu tiên của thời kì Thời tứ đế. Ông được đưa lên ngôi sau khi Hoàng đế Nero tự sát. Ông bị Vệ binh hoàng gia do Otho mua chuộc giết hại năm 69, khi ông mới cai trị được 1 năm. Ông qua đời vào độ tuổi 72. Sau khi giết Galba, Otho lên ngôi hoàng đế La Mã.

## Tiểu sử
Galba sinh ngày 24 tháng 12 năm 3 trước công nguyên trong một gia đình quý tộc tại Tarracina (vùng đất nằm giữa hai con sông Tiber và Liris, gồm cả Latium, cái nôi của nền văn minh La Mã trong nó). Augusts, Caligula và Claudius đều rất yêu quý Galba. Galba thành công trong việc lần lượt nắm giữ các chức vụ quan trọng như thống đốc Aquitania (vùng tây nam nước Pháp ngày nay), trở thành chấp chính quan năm 33, thống chế quân đội tại Đức, thống đốc châu Phi năm 45. Sau đó Galba tự đưa mình trở thành kẻ thù của Agrippina (mẹ Nero). Khi Agrippina trở thành vợ Claudius năm 49, Galba rút lui khỏi vũ đài chính trị rồi trở lại sau khi Agrippina bị Nero giết chết năm 59. Đến năm 60, Galba được trao quyền thống đốc Hispania Tarraconensis (phần lớn lãnh thổ ven biển Địa Trung Hải thuộc Tây Ban Nha, cao nguyên miền Trung cùng với một phần ven biển phía Bắc của Tây Ban Nha và một phần lãnh thổ Bồ Đào Nha hiện nay, Tarraconensis là một trong 3 tỉnh vùng Hispania, bán đảo Iberia của La Mã). Galba là người có kỷ luật sắt với những cách hành xử tàn ác và khét tiếng bần tiện. Ông bị hói hoàn toàn và mắc bệnh viêm khớp nặng đến mức không thể đi giày hay thậm chí cầm một cuốn sách. Galba còn bị một khối u ở bên ngực trái và phải dùng một dụng cụ như kiểu nịt ngực của phụ nữ để giữ nó.
Năm 68, Vindex, thống đốc vùng Gallia Lugdunensis (nước Pháp ngày nay) nổi loạn chống lại Nero. Nhưng Vindex không có ý định giành lấy vương miện cho bản thân vì ông ta biết rằng mình không có được sự ủng hộ rộng rãi của quân đội. Vindex đề nghị Glaba nắm chiếc vương miện quyền lực. Galba do dự và Alas, thống đốc Aquitania liên tục đề nghị ông giúp đỡ Vindex. Ngày 2 tháng 4 năm 68, Galba tiến một bước quan trọng tại Carthago Nova (thành phố thương mại ven biển quan trọng nhất trên bán đảo Iberia) và tuyên bố ông là người đại diện của nhân dân La Mã. Tuyên bố này không bộc lộ ý định tiến chiếm vương quyền của Nero nhưng đã đặt Galba vào hàng ngũ đồng minh của Vindex. Otho, người chồng bị cắm sừng của Poppaea Sabina và là thống đốc Lusitania (Bồ Đào Nha ngày nay) liên kết với Galba sau đó. Nhưng Otho không có quân đoàn nào và Galba thì chỉ có 1 quân đoàn trong tay. Galba nhanh chóng xây dựng 1 quân đoàn mới tại Tây Ban Nha. Tháng 5 năm 68, khi Vindex bị quân đoàn Rhine đánh bại, Galba tuyệt vọng lùi sâu hơn vào đất Tây Ban Nha. Không nghi ngờ gì nữa, ông đã nhìn thấy dấu chấm hết sự nghiệp của mình vào lúc đó.

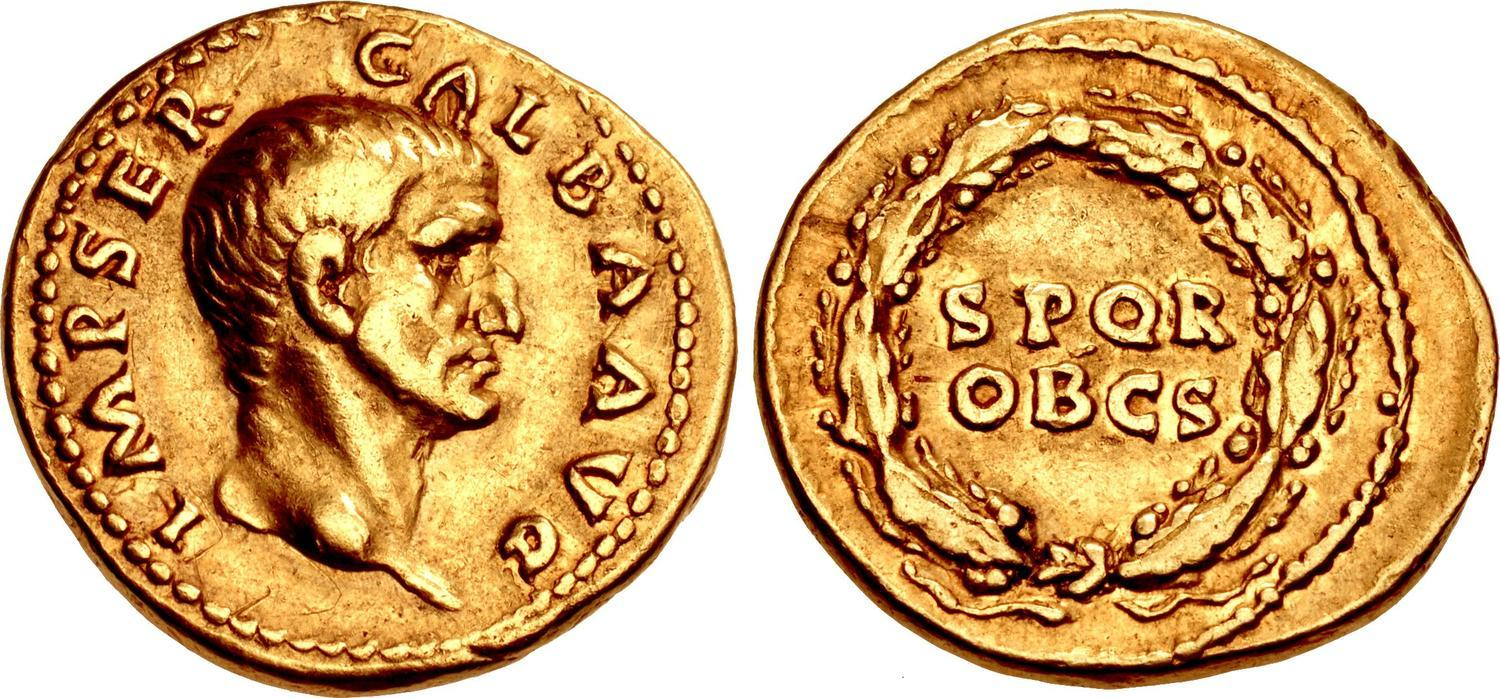
Đồng aureus của Galba đúc tại Roma, Các dòng chữ ở hai mặt đồng xu lần lượt là IMP SER GALBA AVG (mặt trước) và SPQR/ OBCS (mặt sau)

Bất ngờ thay, tin tức đến với Galba hoảng 2 tuần sau đó là Nero đã chết và Galba được viện nguyên lão trao quyền lực hoàng đế (8 tháng 6 năm 68). Động thái này có được là do sự ủng hộ của các pháp quan. Việc Galba giành được quyền lực được lưu ý ở 2 điểm. Thứ nhất, nó đánh dấu sự chấm dứt của cái gọi là vương triều Julio-Claudius. Thứ hai, nó chứng minh 1 điều rằng để giành được danh hiệu hoàng đế không nhất thiết cứ phải ở Roma. Galba tiến vào Gaul cùng với một phần quân đội của mình và nhận sự ủy nhiệm đầu tiên từ viện nguyên lão. Trong mùa thu, Galba đánh bại Clodius Macer, người đã chống lại Nero tại Bắc Phi và dường như muốn chiếc ngai vàng cho bản thân ông ta.
Nhưng ngay khi Glaba còn chưa về đến Roma, tình thế đã bắt đầu có những biến chuyển bất lợi. Xem xét việc trưởng pháp quan Sabinus hứa hẹn mua chuộc các quan chức của ông ta phản bội Nero trước đó, Galba cho rằng cái giá phải trả là quá cao. Và thay vì tôn trọng lời hứa của Sabinus với các pháp quan, Galba cách chức Sabinus và cho Cornelius, một người bạn của ông thay thế. Cuộc nổi loạn của Sabinus chống lại quyết định này nhanh chóng bị dập tắt và Sabinus bị giết chết. Sự việc này không làm cho các pháp quan yêu mến vị hoàng đế mới mà chỉ làm cho họ chán ghét ông. Các chức vụ trong văn phòng pháp quan hầu hết được thay thế bởi những người được Galba yêu thích và sau đó là tuyên bố rằng phần thưởng được Sabinus hứa hẹn không phải sẽ bị giảm đi mà đơn giản là sẽ không có gì cả. Không chỉ có các pháp quan mà cả các quân đoàn lính thường trực cũng sẽ không nhận được bất cứ một khoản tiền thưởng nào nhân dịp vị hoàng đế mới tiếp quyền. Galba tuyên bố: "Ta tuyển mộ binh lính chứ không mua chúng".
Sau đó Galba còn tiếp tục cho thấy những ví dụ kinh khủng về sự bần tiện. Một ủy ban được chỉ định với nhiệm vụ thu lại các món quà mà Nero đã ban thưởng cho rất nhiều nhân vật lãnh đạo của Roma. Yêu cầu của Galba là ít nhất phải thu lại được 90% số tiền 2,2 tỉ xettec (tiền La Mã) Nero đã ban phát. Điều này trái ngược hoàn toàn với sự tham nhũng công khai của các quan chức do Galba chỉ định. Hàng loạt cá nhân tham lam và đồi bại trong chính quyền mới của Galba đã nhanh chóng tiêu diệt những thiện ý có thể còn tồn tại trong viện nguyên lão hay giới quân đội đối với ông. Kẻ đồi bại nhất trong số này là Icelus, quan chức xuất xứ từ tầng lớp nô lệ được giải phóng. Icelus không chỉ được cho là người tình (đồng tính) của Galba mà còn được cho là đã biển thủ trong 7 tháng nắm quyền một số tiền lớn hơn tổng số tiền do các quan chức của Nero biển thủ trong vòng 13 năm.
Với chính quyền thối nát này ở Roma, chẳng bao lâu sau, quân đội lại nổi loạn chống lại Galba. Ngày 1 tháng 1 năm 69, thống chế quân đội La Mã vùng thượng Đức, Hordeonius Flaccus, yêu cầu quân đội của mình lặp lại lời tuyên thệ trung thành với Galba nhưng 2 quân đoàn đóng tại Moguntiacum từ chối thực hiện yêu cầu này. Thay vào đó, 2 quân đoàn này thề trung thành với viện nguyên lão và nhân dân La Mã và yêu cầu một vị hoàng đế mới. Ngày hôm sau, quân đội vùng hạ Đức liên kết với lực lượng nổi loạn và tôn vị chỉ huy của họ, Aulus Vitellius làm hoàng đế. Galba cố gắng tạo ra hình ảnh một vương triều ổn định bằng cách nhận Lucius Calpurnius Piso Licinianus (lúc đó 30 tuổi) làm con nuôi và người thừa kế. Tuy nhiên, sự lựa chọn này lại làm Otho, một trong những người đầu tiên ủng hộ Galba bất mãn. Otho, không nghi ngờ gì cũng muốn bản thân mình có được quyền thừa kế. Không chấp nhận sự lựa chọn này, Otho âm mưu cùng với các pháp quan chống lại Galba.
Ngày 15 tháng 1 năm 69, một nhóm rất đông các pháp quan giết chết Galba và Piso tại tòa án La Mã và đưa Otho lên ngôi vị hoàng đế.